# 水野善文
水野 善文（みずの よしふみ、1958年10月- ）は、長野県長野市出身の日本の文学者。専門はインド文学、インド思想。
東京外国語大学名誉教授。
第39回日本印度学仏教学会賞受賞受賞（1997年6月21日）

## 学歴
- 1982年　東京外国語大学外国語学部インド・パーキスターン語科（ヒンディー語）卒業
- 1984年 東京大学大学院人文科学研究科印度哲学印度文学専攻修士課程修了
- 1986年  東京大学大学院人文科学研究科印度哲学印度文学専攻博士課程中退

## 職歴
- 1987年-1992年 東京大学文学部 助手
- 1992年-2000年 財団法人東方研究会 研究員
- 2000年-2007年 東京外国語大学外国語学部 助教授
- 2007年-2009年 同 教授
- 2009年-2024年 東京外国語大学総合国際学研究院 教授（言語文化部門・文化研究系、大学院重点化に伴う配置換え）

## 研究業績
- 「死の手紙、東へ？西へ？—説話伝承研究の試み−」『総合文化研究』第10号、78-102、2007年
- 「カーヴィヤ・シャーストラは単なる文学理論書か—色彩に関する表現をめぐって−」『南アジア言語文化』第4号 10-21、2006年
- 「ジャータカにみる手紙—古代インド文字文化断章−」『印度学佛教学研究』第54巻第1号、382-375、2005年
- 「アジャーミラ物語 —『バーガヴァタ・プラーナ』第6巻に見る称名—」『宮澤正順博士古稀記念・東洋—比較文化論衆—』青史出版、495-506、2004年